# Bahçeler/Perivolia
Bahçeler (griechisch Περιβόλια Perivolia (n. pl.)) ist ein Dorf auf der Karpas-Halbinsel im Norden der Mittelmeerinsel Zypern und liegt im Distrikt İskele der Türkischen Republik Nordzypern. Der Ort hatte 1996 309 Einwohner.

## Name
Der griechische Name Perivolia tou Trikomou bedeutet ‚Gärten von Trikomo‘, der türkische Name des Ortes Bahçeler, der 1958 eingeführt wurde, übersetzt nur den ersten Namensteil ins Türkische und bedeutet gleichfalls ‚Gärten‘.

## Geographie
Bahçeler/Perivolia liegt auf der Karpas-Halbinsel, einen Kilometer südöstlich von Trikomo/İskele.

## Geschichte
1891 zählte die britische Kolonialbehörde 73 Einwohner, von denen 65 als Türken und acht als Griechen galten. 1901 zählte man 34 Einwohner mehr, von denen 61 Türken und 46 Griechen waren. Danach stieg die Zahl der Türken langsam an, während die Zahl der Zyperngriechen abnahm. 1931 zählte man 67 Türken und 38 Griechen, 1946 wohnten noch 79 Zyperntürken und 24 Zyperngriechen im Dorf, 1960 waren es nur noch 44 Türken. Wahrscheinlich gehen die schwankenden Zahlen auf Wanderarbeit zurück. Als es 1963 zu Konflikten kam, flohen die Zyperntürken nach Ovgoros/Ergazi, Altınova/Agios Iakovos und Avgolida/Kurtuluş. Zwar zählte man 1973 wieder 46 Türken, doch anscheinend blieben die Geflohenen in den besagten Orten.
Bei der Volkszählung 1978 zählte man 299 Zyperntürken, 1996 waren es 309. Dabei handelt es sich vor allem um Flüchtlinge aus Larnaka, die mit der euphemistisch als Bevölkerungsaustausch auf Zypern 1975 bezeichneten Zwangsumsiedlung in das Dorf kamen.